# Discepole di Gesù
Le Discepole di Gesù (in spagnolo Discípulas de Jesús) sono un istituto religioso femminile di diritto pontificio: le suore di questa congregazione pospongono al loro nome la sigla D.J.

## Storia
L'idea di istituire una congregazione femminile dedita essenzialmente all'apostolato vocazionale fu concepita il 18 agosto 1931 da Pedro Ruiz de los Paños y Ángel (1881-1936), superiore generale dei Sacerdoti Operai Diocesani.
Ruiz de los Paños redasse le costituzioni e altri testi sulla spiritualità del nascente istituto; la fondazione avrebbe dovuta avere luogo a Toledo il 20 luglio 1936, ma lo scoppio della guerra civile impedì al sacerdote di incontrare le prime reclute (il 22 luglio 1936, poi, Ruiz de los Paños fu catturato e ucciso dai repubblicani).
L'istituto fu riconosciuto da Antonio García y García, arcivescovo di Valladolid, nel 1942.

## Attività e diffusione
Le suore si dedicano alla promozione delle vocazioni religiose e sacerdotali e all'educazione dei giovani.
Oltre che in Spagna, sono presenti in Argentina, Italia, Messico e Stati Uniti d'America; la sede generalizia è a Valladolid.
Alla fine del 2008 la congregazione contava 130 religiose in 20 case.